# Aquilegia cottia
Aquilegia cottia är en ranunkelväxtart som beskrevs av Rudolf Beyer. Aquilegia cottia ingår i släktet aklejor, och familjen ranunkelväxter. Inga underarter finns listade i Catalogue of Life.